# Karel Jarůšek
Karel Jarůšek, detto Kaca (Blansko, 2 dicembre 1952), è un allenatore di calcio ed ex calciatore cecoslovacco, dal 1993 ceco.

## Palmarès

### Giocatore

#### Competizioni nazionali
- Campionato cecoslovacco: 1

Zbrojovka Brno: 1977-1978
- Fußball-Regionalliga (Austria): 2

Stockerau: 1987-1988
Wr. Neustädter: 1992-1993